# 1880 aux États-Unis
Pour des articles plus généraux, voir Chronologie des États-Unis et 1880.
Chronologie des États-Unis
- 1876
- 1877
- 1878
- 1879
- 1880
- 1881
- 1882
- 1883
- 1884

Cette page concerne des événements d'actualité qui se sont produits durant l'année 1880 du calendrier grégorien aux États-Unis.

## Événements
- 31 mars : Wabash, dans l’Indiana, devient la première ville au monde à être éclairée à l’électricité.
- 1er juin : recensement. Les États-Unis comptent 50 189 209 habitants.
- 5 août : fondation de l’Alliance du Nord-Ouest (Farmers' Alliance). Les fermiers du Texas, endettés par le système de « gages sur récolte », se réunissent pour former des coopératives, acheter du matériel en commun et obtenir les prix les plus bas, et vendre leur coton en commun (« Bulking »). En 1886, la Farmers Alliance réunira cent mille fermiers dans deux mille sous groupes.
- 2 novembre : élection de James Abram Garfield comme président des États-Unis d'Amérique.

jour non précisé
- Plus de 100 000 Chinois et 3 000 Chinoises vivent dans l'ouest des États-Unis.